# Shaogomphus lieftincki
Shaogomphus lieftincki – gatunek ważki z rodziny gadziogłówkowatych (Gomphidae). Występuje w Chinach; miejsce typowe to teren nad rzeką Futunxi w powiecie Shaowu w południowo-wschodniej części kraju.